# Атаки (Псковська область)
Атаки (рос. Атаки) — присілок в Псковському районі Псковської області Російської Федерації.
Населення становить 11 осіб. Входить до складу муніципального утворення Ядровська волость.

## Історія
Від 2015 року входить до складу муніципального утворення Ядровська волость.

## Населення
| 2001 | 2002 | 2010 |
| ---- | ---- | ---- |
| 23   | →23  | ↘11  |